# سلافي تريفونوف
سلافي تريفونوف هو مقدم برامج،موسيقي وسياسي بلغاري وهو مؤسس حزب هناك مثل هذا الشعب  ولد في 18 أكتوبر 1966.